# 长春桥站
长春桥站是一个位于中国北京市海淀区曙光街道、海淀街道、紫竹院街道交界蓝靛厂北路、远大路、长春桥路交叉口，属于北京地铁10号线与12号线的地铁换乘站。车站名取自当地的地名“长春桥”。

## 位置
10号线长春桥站位于长春桥立交桥下，即横跨京密引水渠，蓝靛厂北路－蓝靛厂南路和远大路－长春桥路相交的互通立交桥。 
于蓝靛厂北路下方，南北向布置。
在北京地铁建设史上首次在现有桥梁下建地铁车站。车站主体设置于京密引水渠西侧蓝靛厂南路地下，长春桥1、2号桥墩之间。车站距长春桥桥桩的最近距离为2.7米，车站东侧紧邻京密引水渠，最小距离为13米。
12号线长春桥站位于蓝靛厂北路和远大路交叉口长春桥立交桥区西北象限，沿原道路东西向布置，下穿远大路。
施工12号线车站时对10号线站厅局部以及西北侧出入口进行改造。换乘通道距离长春桥0号桥桩距离仅1.6米。
长春桥车站西北侧为世纪金源购物中心，东北侧为海淀区政府，东南侧为国家行政学院。

## 结构
10号线长春桥站为地下二层车站，岛式站台设计，车站主体结构形式为两层三跨框架结构，采用明挖法施工，车站总长216米，地下一层为站厅层，地下二层为站台层，站台宽12米。车站地面出入口、风道均设置在蓝靛厂北路－蓝靛厂南路的西侧。
12号线长春桥站主体结构为暗挖双层，局部明挖三层，岛式站台设计，车站暗挖主体结构为三跨拱形直墙结构，车站长285m。暗挖结构长247m；车站东端明挖结构长38m。本站在远大路北和南侧，两处风道分别设置在世纪金源西侧与远大路南侧。设计单位是北京市政工程设计研究总院，建设单位是北京市轨道交通建设管理公司。
12号线车站东端是既有10号线长春桥站，与12号线车站线路方向垂直布置。

### 车站楼层
| 地面层                | 街道                       | A-D出入口                        |
| 地下一层 10号线站厅层 | 10号线站厅                 | 客务中心、自动售票机、进出站闸机 |
| 地下二层 10号线站台层 | 12号线站厅                 | 客务中心、自动售票机、进出站闸机 |
| 地下二层 10号线站台层 | █ 10号线内环（火器营）     |                                  |
| 地下二层 10号线站台层 | 岛式站台，左側開门         |                                  |
| 地下二层 10号线站台层 | █ 10号线外环（车道沟）     |                                  |
| 地下三层 12号线站台层 |                            | █ 12号线往四季青桥（蓝靛厂）     |
| 地下三层 12号线站台层 | 岛式站台，左侧开门         |                                  |
| 地下三层 12号线站台层 | █ 12号线往东坝北（苏州桥） |                                  |

- 长春桥站西南口地下通道（2013年7月摄）
- 长春桥站站厅层（2021年2月摄）
- 长春桥站10号线站台（2018年11月摄）
- 长春桥站12号线站台西端
- 长春桥站12号线站厅（2024年12月摄）
- 长春桥站12号线站厅（2024年12月摄）

## 出入口
本站共计6个出入口，且A、B、C、D口的编号呈逆时针排列。其中，B口于2024年增设的12号线部分新增了与世纪金源购物中心连接的地下通道。但该通道后又因世纪金源购物中心地下一层改造，于2025年4月1日起临时封闭，5月31日恢复运营。
|                           |            |                  |      |                      |
|                           |            |                  |      |                      |
| 编号                      | 指示       | 建议前往的目的地 | 图片 | 无障碍设施出入口图片 |
| 连通 10号线站厅           |            |                  |      |                      |
| 出口 · A · 1 · 升降机标志 | 蓝靛厂北路 | 世纪金源购物中心 |      | 不適用               |
| 出口 · A · 2 · 升降机标志 | 蓝靛厂北路 | 世纪金源购物中心 |      |                      |
| 连通 12号线站厅           |            |                  |      |                      |
| 出口 · B                  | 远大路     | 世纪金源购物中心 |      | 不適用               |
| 出口 · B                  |            | 世纪金源购物中心 |      | 不適用               |
| 出口 · C · 升降机标志     | 远大路     |                  |      |                      |
| 连通 10号线站厅           |            |                  |      |                      |
| 出口 · D · 1              | 远大路     |                  |      | 不適用               |
| 出口 · D · 2 · 升降机标志 | 远大路     |                  |      |                      |
| 註： 設有                 |            |                  |      |                      |

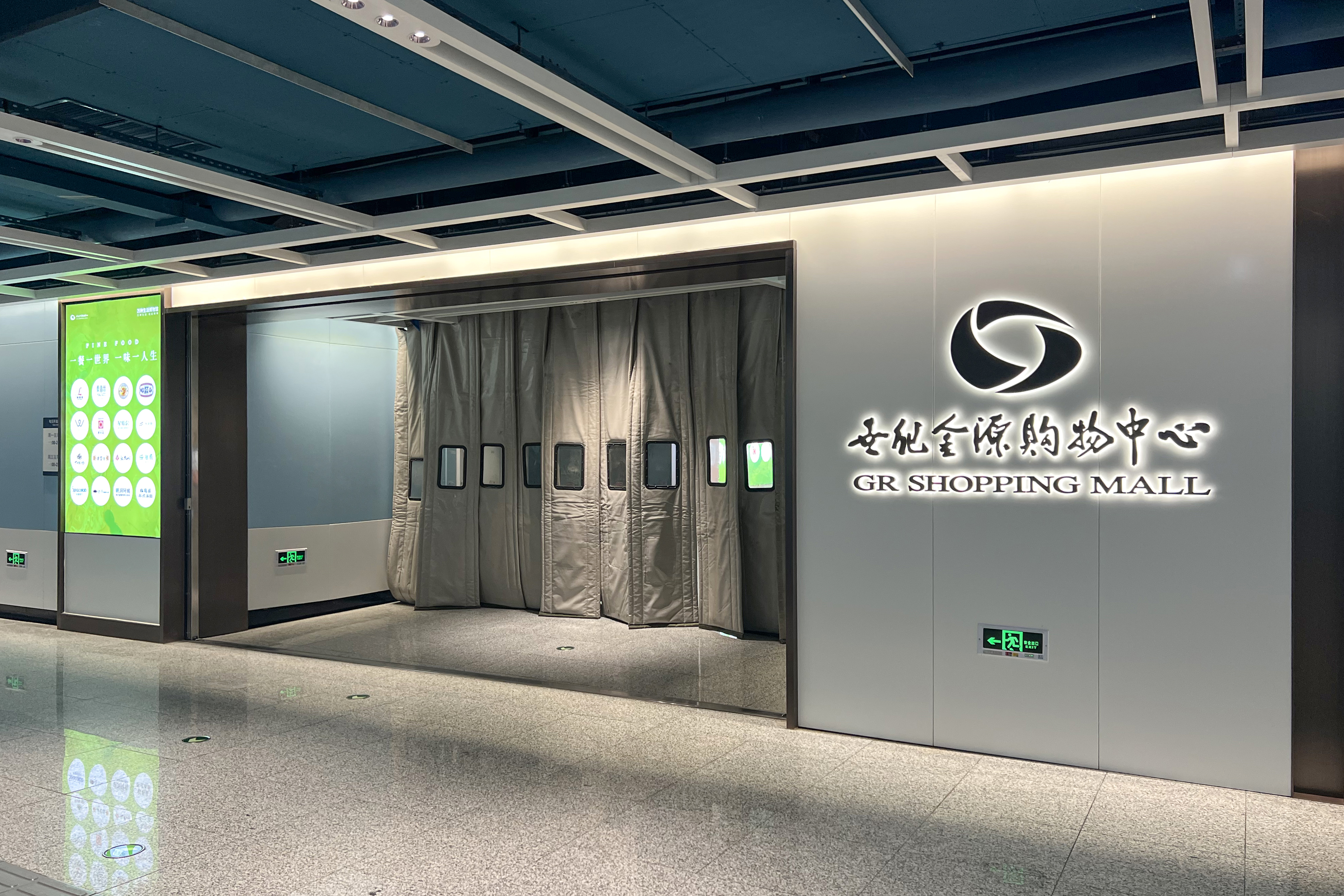
B口通道内的世纪金源购物中心入口
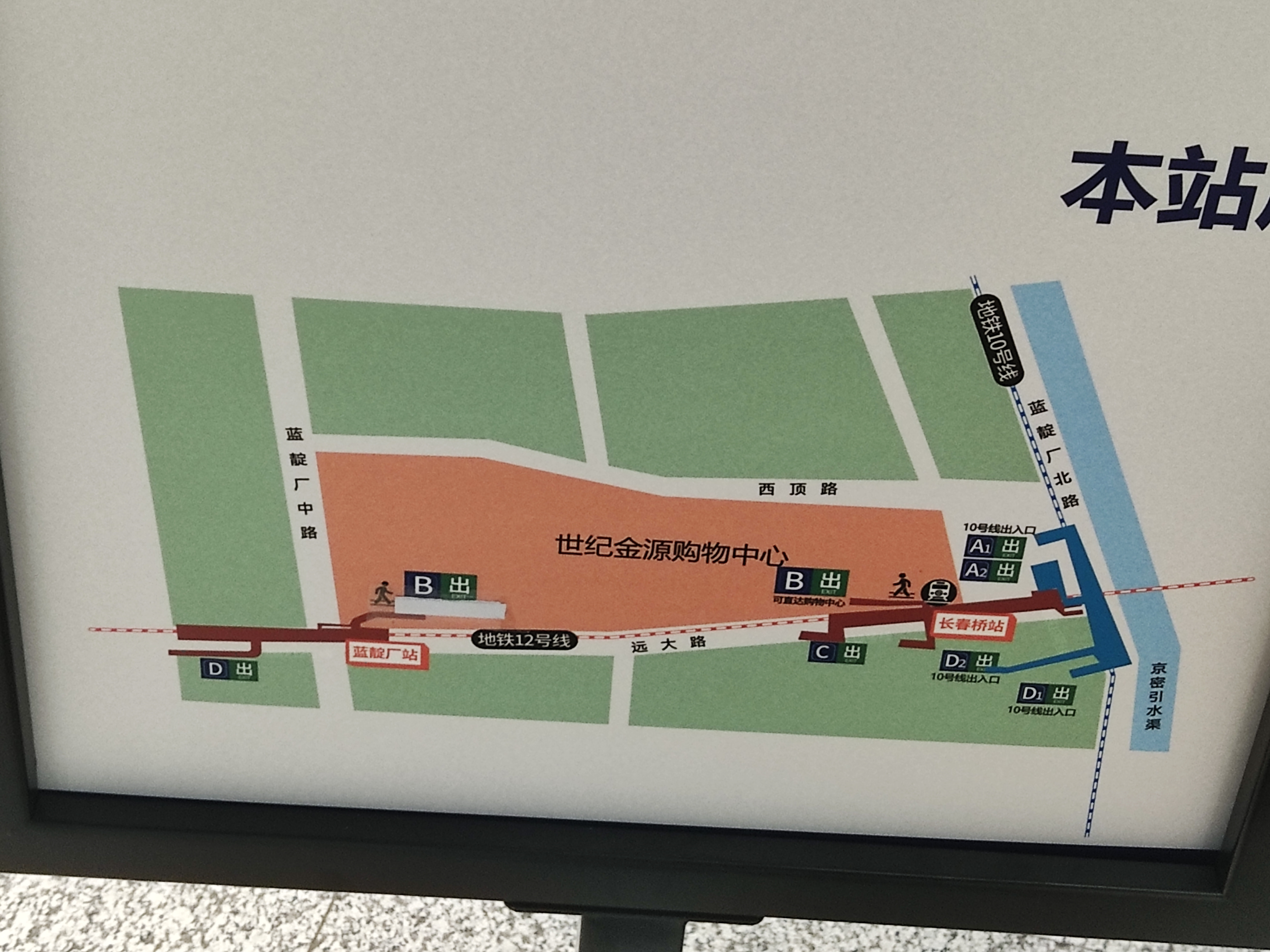
长春桥站站内展示的示意图，显示了蓝靛厂站B口（地下出口暂未开放）、长春桥站B口均有通往世纪金源购物中心地下一层的通道